# Arthur Abolianin

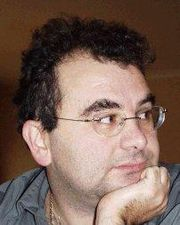
Arthur Abolianin

Arthur Abolianin (25 juli 1966) is een Belgisch schaker. Hij is een internationaal meester.
Van 27 juli t/m 4 augustus 2002 werd in Geel het toernooi om het kampioenschap van België gespeeld dat door Alexandre Dgebuadze met 7.5 uit 9 gewonnen werd. Pieter Claesen en Arthur Abolianin eindigden met 6 punten op een gedeelde tweede plaats. In 2004 werd in Calvia de Schaakolympiade verspeeld. Luc Winants, Geert Van der Stricht, Bruno Laurent en Arthur namen daar aan deel.